# هربرت فریدمن
 هربرت فریدمن (انگلیسی: Herbert Friedman؛ زاده ۲۱ ژوئن ۱۹۱۶ درگذشته ۹ سپتامبر ۲۰۰۰) یک فیزیکدان اهل ایالات متحده آمریکا بود.